# Зелена Балка (Одеска област)
Зелена Балка (на украински: Зелена Балка) е село в южна Украйна, административен център на селски съвет Павловка в Болградски район на Одеска област. Населението му според преброяването през 2001 г. е 105 души.

## Население

### Езици
Численост и дял на населението по роден език, според преброяването на населението през 2001 г.:
| Роден език | Численост | Дял (в %) |
| Общо       | 105       | 100.00    |
| Украински  | 57        | 54.28     |
| Руски      | 41        | 39.04     |
| Български  | 6         | 5.71      |
| Молдовски  | 1         | 0.95      |